# Vilajoan
Vilajoan es una entidad de población española del municipio de Garrigás, perteneciente a la provincia de Gerona, en la comunidad autónoma de Cataluña.

## Historia
A mediados del siglo XIX, la aldea compartía ayuntamiento con Armadas. Aparece descrita en el segundo volumen del Diccionario geográfico-estadístico-histórico de España y sus posesiones de Ultramar de Pascual Madoz, en la entrada correspondiente a Armadas y Vilajoan, de la siguiente manera:

(...) la segunda á 1/8 leg. y tocando al r. Fluvia, está sit. muy inmediata á la carretera y en medio de praderias, viñas y huertas, que el r. riega: lo que unido á la frondosidad, lo hacen sumamente ameno y pintoresco (...)
(Madoz, 1845, p. 570)

En 2023 la entidad singular de población de Vilajoan, perteneciente al municipio de Garrigás, tenía empadronados 16 habitantes.